# یواس‌اس ربی (دی‌ای-۶۹۸)
class="infobox" style="width:25.5em;border-spacing:2px;"

| 

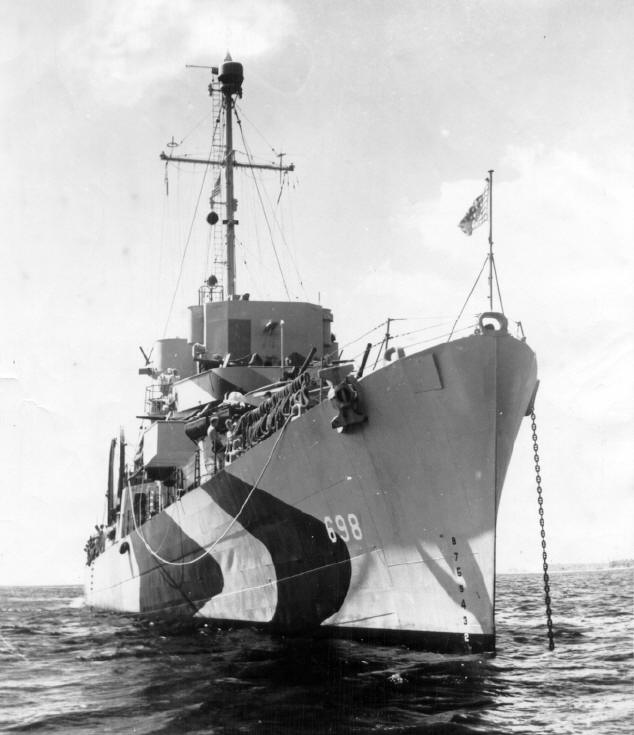

یواس‌اس ربی (ای‌دی-۶۹۸) نوعی کشتی از گروه کشتی‌های باکلی است که متعلق به نیروی دریایی ایالات متحده آمریکا است.